# Green Springs
Green Springs és una població dels Estats Units a l'estat d'Ohio. Segons el cens del 2000 tenia 1.247 habitants.

## Demografia
Segons el cens del 2000, Green Springs tenia 1.247 habitants, 443 habitatges, i 317 famílies. La densitat de població era de 450 habitants per km².
Dels 443 habitatges en un 35,7% hi vivien nens de menys de 18 anys, en un 55,3% hi vivien parelles casades, en un 10,4% dones solteres, i en un 28,4% no eren unitats familiars. En el 23,9% dels habitatges hi vivien persones soles l'11,3% de les quals corresponia a persones de 65 anys o més que vivien soles. El nombre mitjà de persones vivint en cada habitatge era de 2,54 i el nombre mitjà de persones que vivien en cada família era de 2,97.
Per edats la població es repartia de la següent manera: un 24,3% tenia menys de 18 anys, un 9,1% entre 18 i 24, un 27,3% entre 25 i 44, un 20% de 45 a 60 i un 19,2% 65 anys o més.
L'edat mediana era de 38 anys. Per cada 100 dones de 18 o més anys hi havia 88 homes.
La renda mediana per habitatge era de 33.553 $ i la renda mediana per família de 43.462 $. Els homes tenien una renda mediana de 32.100 $ mentre que les dones 19.659 $. La renda per capita de la població era de 17.734 $. Aproximadament el 5,4% de les famílies i el 8,7% de la població estaven per davall del llindar de pobresa.

## Poblacions més properes
El següent diagrama mostra les poblacions més properes.